# Cleome hanburyana
Cleome hanburyana är en paradisblomsterväxtart som beskrevs av Penzig. Cleome hanburyana ingår i släktet paradisblomstersläktet, och familjen paradisblomsterväxter. Inga underarter finns listade i Catalogue of Life.